# Захаренко Іван (актор)
Іва́н Заха́ренко (близько 1839 — 1908) — український актор.

## Біографічні відомості
Від 1899 року був керівником відомого аматорського театру в Основі біля Харкова.
Ставив історичні п'єси Михайла Старицького, Івана Карпенка-Карого.
Писав драми. Автор оперети «Червоні черевики» та ін.